# Lago Imandra
Imandra (russo: Имандра, finnico: Imantero) è un lago nella parte occidentale della penisola di Kola, è il maggiore lago dell'oblast' di Murmansk nella Russia europea. Il lago è nel Circolo polare artico e perciò nei mesi più freddi il lago gela. Il lago è di origine glaciale e prende il nome dalla città rurale situata nelle coste settentrionali del lago di Imandra.
Confluiscono nel lago circa 20 affluenti, emissario è il fiume  Niva. Il lago è diviso da stretti canali in tre parti principali: Bol'šaja Imandra (la parte settentrionale del lago, di 328 km², misura circa 55 km, per 3-5 km), Ėkostrovskaja Imandra (parte meridionale, 351 km²) e Babinskaja Imandra (parte sud-occidentale, 133 km²). Sul lago sono presenti più di 140 isole.
Il lago è soggetto alla pressione antropica di varie imprese metallurgiche e minerarie a Olenegorsk, Mončegorsk, Kirovsk e Apatity. La baia di Moločnaja (nella Babinskaja Imandra) non gela tutto l'anno a causa dello scarico di acqua calda attraverso il canale dalla centrale nucleare di Kola. Questa baia è sede di allevamento di preziose specie ittiche, nonché un luogo popolare per la ricreazione dei residenti delle città vicine.

## Collegamenti esterni

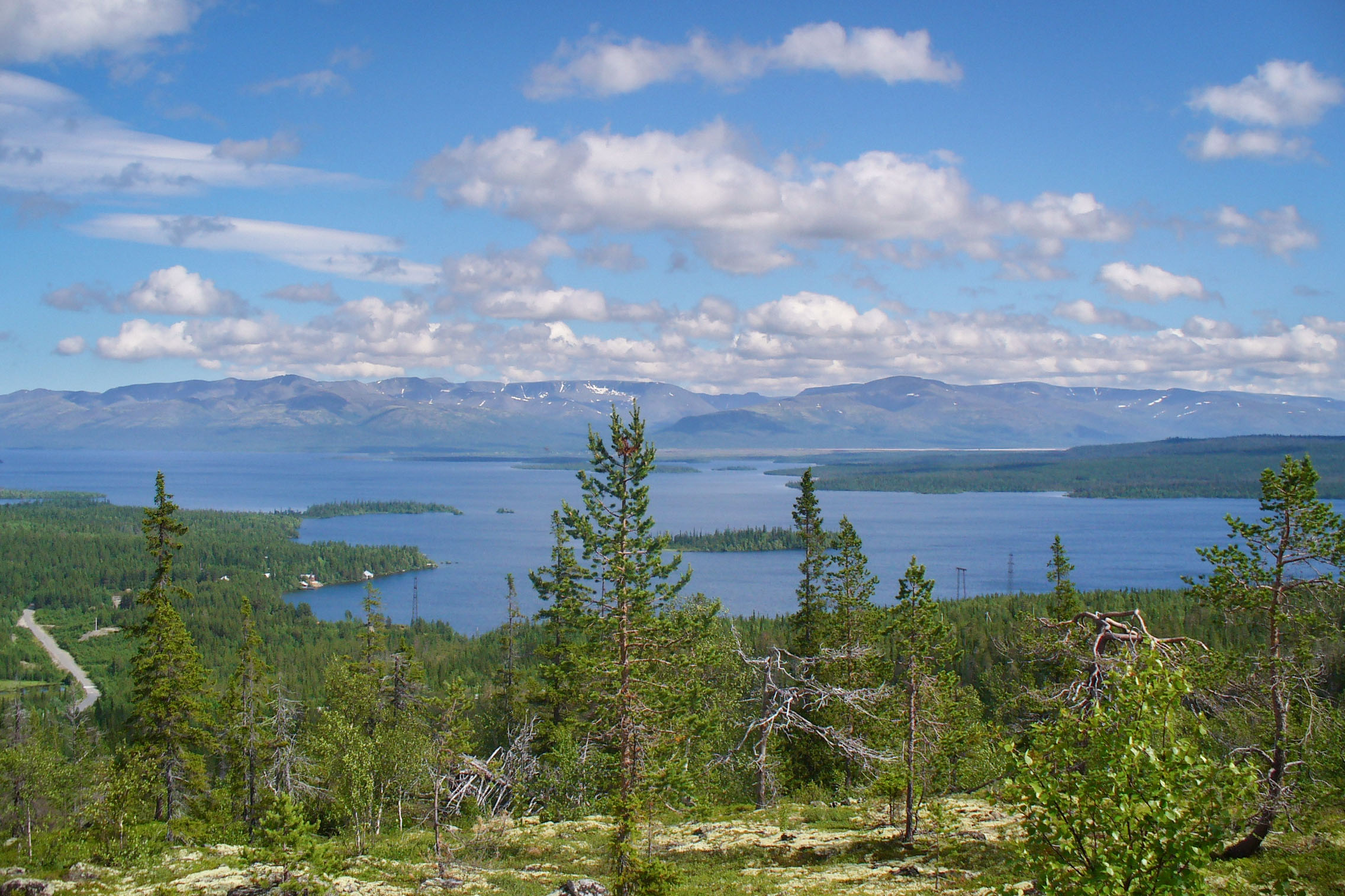